# Râul Iacoberi
Râul Iacoberi este un curs de apă, afluent al râului Teuz. 

## Hărți
- Harta interactivă județul Arad
- Harta munții Apuseni